# Peking Express: Zuid-Amerika
Peking Express: Zuid-Amerika was de vierde editie van het Belgisch-Nederlandse televisieprogramma Peking Express. In dit televisieprogramma reizen de deelnemers door Zuid-Amerika. De deelnemers gaan van Atlantische Oceaan naar de Stille Zuidzee en racen door Brazilië, Bolivia en Peru.
In het programma wordt uitgebreid stilgestaan bij enkele plaatsen die de deelnemers door racen zoals Rio de Janeiro en de finale plaats Lima.

## Waarom toch de titelPeking Express?
Azië en Peking zijn nu ver weg tijdens het vierde seizoen van Peking Express, maar toch heet het programma nog zo. Art Rooijakkers zei in een aflevering van De Wereld Draait Door dat ze in het derde seizoen al niet meer in Peking kwamen maar toen toch besloten is om de naam zo te houden. Nu kunnen ze niet meer terug om de naam te veranderen.

## Rangschikking
| Nr. | Koppel                 | Afl. 1 BRA | Afl. 2 BRA | Afl. 3 BRA | Afl. 4 BRA | Afl. 5 BRA | Afl. 6 BRA/ BOL | Afl. 7 BOL | Afl. 8 BOL | Afl. 9 BOL | Afl. 10 BOL/ PER | Afl. 11 PER | Finale PER |
| --- | ---------------------- | ---------- | ---------- | ---------- | ---------- | ---------- | --------------- | ---------- | ---------- | ---------- | ---------------- | ----------- | ---------- |
| 1   | Pascal & Miranda (NL)  |            |            |            |            |            |                 |            |            |            | 1x               |             | 1x         |
| 2   | Egbert & Jozefien (B)  |            |            |            | 2x         |            | 1x              |            |            |            |                  | 1x          | 2x         |
| 3   | Anja & Nancy (NL)      |            |            |            |            |            |                 |            |            |            | 2x               |             |            |
| 4   | Hans & Emily (B)       |            |            |            |            |            | 1x              |            |            |            |                  |             |            |
| 5   | Raf & Martha (B)       | 1x         |            |            |            |            | 1x              |            |            |            |                  |             |            |
| 6   | Paul & Pascalle (B/NL) |            | 2x         |            |            |            |                 |            |            |            |                  |             |            |
| 7   | Piet & Sylvia (NL)     |            |            |            |            |            |                 |            |            |            |                  |             |            |
| 8   | Hannes & Jesse (B)     |            |            |            |            |            |                 |            |            |            |                  |             |            |
| 9   | Ralph & Servio (NL)    |            |            |            |            |            |                 |            |            |            |                  |             |            |

     Het koppel won de race
     Het koppel had deze etappe een vrijgeleide
     Het koppel won een aantal amuletten ter waarde van 10.000 euro
     Het koppel begon deze etappe met een achterstand
     Het koppel had deze etappe een handicap gekregen
     Het koppel is afgevallen

## Etappe-overzicht

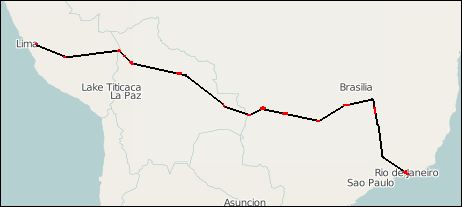
Route overzicht van Peking Express: Zuid-Amerika. Elk einde van de etappe staat in het rood aangegeven

| Etappe | van            | Land | naar         | Land |
| ------ | -------------- | ---- | ------------ | ---- |
| 1      | Rio de Janeiro | BRA  | Tiradentes   | BRA  |
| 2      | Tiradentes     | BRA  | Diamantina   | BRA  |
| 3      | Diamantina     | BRA  | Rio Verde    | BRA  |
| 4      | Rio Verde      | BRA  | Campo Grande | BRA  |
| 5      | Campo Grande   | BRA  | Corumbá      | BRA  |
| 6      | Corumbá        | BRA  | Sucre        | BOL  |
| 7      | Sucre          | BOL  | Uyuni        | BOL  |
| 8      | Uyuni          | BOL  | Oruro        | BOL  |
| 9      | Oruro          | BOL  | Copacabana   | BOL  |
| 10     | Copacabana     | BOL  | Cuzco        | PER  |
| 11     | Cuzco          | PER  | Nasca        | PER  |
| 12     | Nasca          | PER  | Lima         | PER  |

## Aantal kijkers per aflevering
| Nr. (NL) | Datum            | Aantal kijkers | Nr. (BE) | Datum            | Aantal kijkers |
| -------- | ---------------- | -------------- | -------- | ---------------- | -------------- |
| 1        | 25 februari 2007 | 577.000        |          | 27 februari 2007 | 366.000        |
| 2        | 4 maart 2007     | 533.000        |          | 6 maart 2007     | 292.225        |
| 3        | 11 maart 2007    | 443.000        |          | 13 maart 2007    | 301.026        |
| 4        | 18 maart 2007    | 494.000        |          | 20 maart 2007    | 365.568        |
| 5        | 25 maart 2007    | 456.000        |          | 27 maart 2007    | 373.826        |
| 6        | 1 april 2007     | 422.000        |          | 3 april 2007     | 360.525        |
| 7        | 8 april 2007     | 403.000        |          | 10 april 2007    | 392.431        |
| 8        | 15 april 2007    | 409.000        |          | 17 april 2007    | 280.561        |
| 9        | 22 april 2007    | 384.000        |          | 24 april 2007    | 334.663        |
| 10       | 29 april 2007    | 446.000        |          | 1 mei 2007       | 343.784        |
| 11       | 6 mei 2007       | 392.000        |          | 8 mei 2007       | 369.957        |
| 12       | 13 mei 2007      | 597.000        |          | 15 mei 2007      | 404.611        |
| 13*      | 16 mei 2007      | 076.000        |          |                  |                |

* Net5 zond een dertiende uitzending uit, dit was een terugblik op de reis.
Landen: Nederland & Vlaanderen · Frankrijk · Duitsland · Noorwegen, Zweden & Denemarken · Spanje 

Nederlandse seizoenen: 2004 · 2005 · 2006 · 2007 · 2008 · 2012 · 2017

Zie ook: Peking Express VIP · In het spoor van Peking Express · Kanakna